# Charianthus alpinus
Charianthus alpinus är en tvåhjärtbladig växtart som först beskrevs av Olof Swartz, och fick sitt nu gällande namn av Richard Alden Howard. Charianthus alpinus ingår i släktet Charianthus och familjen Melastomataceae. Inga underarter finns listade i Catalogue of Life.